# Estación Camps
Pour les articles homonymes, voir Estacion.
Estación Camps est une localité rurale argentine située dans le département de Diamante et dans la province d'Entre Ríos.

## Démographie
La population de la ville, c'est-à-dire à l'exclusion de la zone rurale, était de 59 habitants en 1991 et de 59 en 2001. La population de la juridiction du conseil d'administration était de 703 habitants en 2001. Elle comptait 367 habitants en 2010.

## Gare ferroviaire
Le 30 juin 1875, la connexion ferroviaire a été activée par la ligne qui ferait plus tard partie du chemin de fer General Urquiza avec les villes de Paraná, Nogoyá et Rosario del Tala.
Sous le gouvernement justicialiste de Carlos Menem, les lignes secondaires d'Entre Ríos ont été abandonnées. En 2002, le gouverneur Sergio Montiel a remis en état et mis en service les premières lignes secondaires de la province. Depuis mars 2010, le train est revenu pour relier Concepción del Uruguay et Paraná en passant par 24 localités d'Entre Ríos. Le service a deux fréquences hebdomadaires.
Le 19 décembre 2009, un voyage d'essai a été effectué en présence du gouverneur de la province Sergio Urribarri. C'était la première fois en 18 ans que le train repassait par Estación Camps.